# Lysimachia tienmushanensis
Lysimachia tienmushanensis là một loài thực vật có hoa trong họ Anh thảo. Loài này được Migo mô tả khoa học đầu tiên năm 1939.